# M.T. Blues
| Recensione | Giudizio |
| ---------- | -------- |
| AllMusic   | [ 1 ]    |

M.T. Blues è una raccolta della The Marshall Tucker Band, pubblicato dall'etichetta discografica K-Tel Records nel novembre del 1997.
La Compilation contiene un inedito, I Like Good Music, che verrà inserito anche nell'album successivo del gruppo, Face Down in the Blues.

## Tracce
1. Ramblin' (Live Version) – 6:11 (Toy Caldwell) – Tratto dall'album: Where We All Belong' (1974)
2. Try One More Time – 4:46 (Toy Caldwell) – Tratto dall'album: Where We All Belong (1974)
3. Where a Country Boy Belongs – 4:32 (Toy Caldwell) – Tratto dall'album: Where We All Belong (1974)
4. Asking Too Much of You – 6:30 (Toy Caldwell) – Tratto dall'album: Together Forever (1978)
5. You Don't Live Forever – 3:55 (Tommy Caldwell) – Tratto dall'album: Long Hard Ride (1976)
6. Bob Away My Blues – 2:42 (Toy Caldwell) – Tratto dall'album: Searchin' for a Rainbow (1975)
7. Too Stubborn – 3:47 (Toy Caldwell) – Tratto dall'album: A New Life (1974)
8. Walkin' & Talkin' – 2:25 (Toy Caldwell) – Tratto dall'album: Searchin' for a Rainbow (1975)
9. Every Day (I Have the Blues) – 11:30 (Peter Chapman) – Tratto dall'album: Where We All Belong (1974)
10. I Like Good Music – 4:02 (Doug Gray, Rusty Milner, Tim Lawter) – Brano inedito

Durata totale: 50:20

## Musicisti
Ramblin' (Live Version)
- Toy Caldwell - chitarra solista
- Doug Gray - voce solista, percussioni
- George McCorkle - chitarra ritmica
- Jerry Eubanks - flauto, sassofono alto, accompagnamento vocale
- Tommy Caldwell - basso, accompagnamento vocale
- Paul Riddle - batteria

Try One More Time / Where a Country Boy Belongs
- Toy Caldwell - chitarra elettrica, chitarra acustica, chitarra steel
- Elvin Bishop - chitarra slide (brano: Where a Country Boy Belongs)
- Johnny Vernazza - chitarra slide (brano: Where a Country Boy Belongs)
- Doug Gray - voce solista, percussioni
- George McCorkle - chitarra elettrica, chitarra acustica, banjo
- Jerry Eubanks - flauto, sassofono alto, sassofono baritono, sassofono tenore, accompagnamento vocale
- Tommy Caldwell - basso, accompagnamento vocale
- Paul Riddle - batteria

Every Day (I Have the Blues)
- Toy Caldwell - chitarra solista, voce solista
- Doug Gray - percussioni, accompagnamento vocale
- George McCorkle - chitarra ritmica
- Jerry Eubanks - flauto, sassofono alto, accompagnamento vocale
- Tommy Caldwell - basso, accompagnamento vocale
- Paul Riddle - batteria

Asking Too Much of You
- Toy Caldwell - chitarra solista, chitarra acustica, chitarra steel
- Doug Gray - voce solista, percussioni
- George McCorkle - chitarra ritmica, chitarra acustica
- Jerry Eubanks - flauto, sassofono alto, accompagnamento vocale, percussioni
- Tommy Caldwell - basso, accompagnamento vocale
- Paul Riddle - batteria

You Don't Live Forever
- Toy Caldwell - chitarra elettrica solista, chitarra acustica, chitarra steel
- Doug Gray - voce solista, percussioni
- George McCorkle - bull whip (frusta)
- Jerry Eubanks - strumenti a fiato, armonie vocali
- Tommy Caldwell - basso, armonie vocali
- Paul T. Riddle - batteria

Bob Away My Blues / Walkin' & Talkin'
- Toy Caldwell - voce, chitarra elettrica, chitarra acustica, chitarra steel
- George McCorkle - chitarra elettrica, chitarra acustica
- Doug Gray - voce, percussioni
- Jerry Eubanks - sassofoni, flauto, accompagnamento vocale
- Tommy Caldwell - voce, basso
- Paul Riddle - batteria

Ospiti:
- Paul Hornsby - pianoforte, organo
- Charlie Daniels - fiddle
- Chuck Leavell - pianoforte elettrico
- Jerome Joseph (Jaimoe) - congas
- Al McDonald - mandolino
- Leo LaBranche - tromba, arrangiamenti sezione strumenti a fiato

Too Stubborn
- Toy Caldwell - chitarra steel, chitarra slide, chitarra acustica, chitarra elettrica
- George McCorkle - banjo, chitarra acustica, chitarra elettrica
- Doug Gray - voce, percussioni
- Jerry Eubanks - flauto, sassofono, accompagnamento vocale
- Tommy Caldwell - basso, accompagnamento vocale
- Paul Riddle - batteria

Musicisti aggiunti:
- Paul Hornsby - tastiere
- Charlie Daniels - fiddle
- Jaimoe - congas
- Oscar Jackson - strumenti a fiato
- Earl Ford - strumenti a fiato
- Harold Williams - strumenti a fiato
- Todd Logan - strumenti a fiato

I Like Good Music
- Doug Gray - voce solista
- Rusty Milner - chitarra
- Stuart Swanlund - chitarra slide
- Steve Poole - tastiere
- Tim Lawter - basso
- Jackie Potter - batteria
- Regina Grant - accompagnamento vocale, cori
- Sandra Hawkins - accompagnamento vocale, cori